# Australische Zyklonsaison 2022–2023
Die Australische Zyklonsaison 2022–2023 ist eine Zyklonsaison in den Gewässern zwischen 90° und 160° östlicher Länge, die Australien umgeben. Die Saison begann zwar offiziell am 1. November 2022 und endet am 30. April 2023, doch können sich tropische Wirbelstürme in diesem Gebiet jederzeit bilden, sodass zu dieser Saison alle Systeme zählen, die sich zwischen dem 1. Juli 2022 und dem 30. Juni 2023 bilden.
Während der Saison werden tropische Zyklone offiziell überwacht durch das australische Bureau of Meteorology (BoM), die indonesische Meteorology, Climatology, and Geophysical Agency (BMKG) und den Papua New Guinea National Weather Service. Das Joint Typhoon Warning Center (JTWC) der Vereinigten Staaten gibt Warnungen heraus, die sich an amerikanische Einrichtungen und Schiffe in der Region richten.

## Saisonprognosen
Im Oktober 2022 veröffentlichten das Bureau of Meteorology, der neuseeländische MetService und das National Institute of Water and Atmospheric Research (NIWA) ihre Prognosen für die Saison 2022–23. Das BoM sagte eine überdurchschnittliche Anzahl Zyklone für die Saison voraus. Die durchschnittliche Anzahl seit Aufzeichnungsbeginn 1969–70 lag bei 11, wovon im Schnitt 4 die Küste erreichten. Für den Zeitraum seit der Saison 2000–2001 ist die Anzahl der sich in der australischen Region gebildeten tropischen Wirbelstürme jedoch auf durchschnittlich 9 pro Saison zurückgegangen. Für die einzelnen Subregionen prognostizierte das BoM für die kommende Saison mit Ausnahme des östlichen Südpazifiks jeweils mehr Zyklone. Anfang der Saison waren die Wassertemperaturen nördlich Australiens und insbesondere im Korallenmeer wärmer als gewöhnlich, was nach Klimamodellen voraussichtlich noch weitere drei Monate andauern sollte, einhergehend mit einer erhöhten Wahrscheinlichkeit für das Auftreten von Zyklonen. Für die El Niño-Southern Oscillation (ENSO) wurde mit einer Rückkehr von La Niña-Bedingungen zu einer neutralen Phase im Jahr 2023 gerechnet. Die Anzahl tropischer Wirbelstürme in der australischen Region ist bei La Niña in der Regel höher als bei El Niño. Für Länder östlich der Datumsgrenze sagte NIWA eine niedrigere Zyklonaktivität voraus.
| Region                | Wahrscheinlichkeit für überdurchschnittliche Anzahl Zyklone | Durchschnitt |
| --------------------- | ----------------------------------------------------------- | ------------ |
| Gesamt                | 73 %                                                        | 11           |
| Westen                | 69 %                                                        | 7            |
| Nordwesten            | 70 %                                                        | 5            |
| Norden                | 61 %                                                        | 3            |
| Osten                 | 74 %                                                        | 4            |
| Westlicher Südpazifik | 65 %                                                        | 4            |
| Östlicher Südpazifik  | 43 %                                                        | 6            |

| Kategorie       | Wind 10 min. andauernd | Böen         |
| --------------- | ---------------------- | ------------ |
| Tropisches Tief | <63 km/h               | –            |
| Eins            | 63–88 km/h             | <125 km/h    |
| Zwei            | 89–117 km/h            | 125–164 km/h |
| Drei            | 118–159 km/h           | 165–224 km/h |
| Vier            | 160–199 km/h           | 225–279 km/h |
| Fünf            | ≥200 km/h              | >279 km/h    |

## Saisonverlauf
Die Saison begann ungewöhnlich früh am 26. Juli 2022 mit der Bildung eines tropischen Tiefs, das später als 01U ausgewiesen wurde. Ein schwerer Zyklon der Saison war Zyklon Freddy, der außerhalb der australischen Region im März 2023 im Südosten Afrikas allein in Malawi zu über 1000 Todesopfern führte und weiteren in Mosambik und Madagaskar. Im Februar traf Zyklon Gabrielle die Nordinsel Neuseelands und erreichte Böen mit Windgeschwindigkeiten von bis zu 160 km/h. Insgesamt kamen mindestens 11 Menschen ums Leben. Am 5. April entstand Zyklon Ilsa, der am 13. April als Kategorie-5-Zyklon nördlich von Port Hedland auf die australische Küste traf. In der relativ unbewohnten Region kam es zu keinen Todesopfern. Auf der Australien vorgelagerten Insel Bedout Island wurde jedoch ein neuer Windrekord von 218 km/h über zehn Minuten gemessen.

## Stürme

### Tropischer Kategorie-1-Zyklon 01U
Das Bureau of Meteorology berichtete am 26. Juli 2022 die Bildung eines tropischen Tiefs nach zunehmender Monsunaktivität im Zuge einer Madden-Julian-Oszillation. Am 28. Juli um 15:00 UTC gab das JTWC einen Tropical Cyclone Formation Alert (TCFA) aus. Das Tief bewegte sich weiter Richtung Südosten und am 29. Juli wurde kurz eine einem Zyklon entsprechende Intensität erreicht. Das Sturmsystem begann nach Südwesten abzudrehen und passierte westlich die Kokosinseln, wo es zu starken Niederschlägen, jedoch keinen bedeutenden Schäden kam. Am 31. Juli zog es weiter Richtung Westen.

### Tropisches Tief 02U
Ein beobachtetes tropisches Tief nahe 5,5 °S und 94 °O wurde am 2. November durch das Bureau of Meteorology mit geringem Zyklon-Entwicklungspotential bewertet. Eine Zugbahn zunächst Richtung Süden und anschließend Westen wurde vorhergesagt, mit einer geringen Wahrscheinlichkeit sich auf den Kokosinseln bemerkbar zu machen. Das Tief erhielt am 3. November den Identifikationscode 02U und die Wahrscheinlichkeit sich zu einem Zyklon zu entwickeln, wurde nun mit einem etwas gestiegenen, moderaten Wert von 25 % angegeben. Am 3. November um 03:00 UTC wurde durch das Joint Typhoon Warning Center ein Tropical Cyclone Formation Alert (TCFA) ausgegeben.

### Tropischer Kategorie-5-Zyklon Darian
Das BoM berichtete am 13. Dezember von einem Tropischen Tief (05U) etwa 170 km nördlich der Kokosinseln für das eine Zugrichtung nach Westen prognostiziert wurde und keine deutliche Entwicklung für die nächsten Tage. Vom 16. bis 17. Dezember entwickelte es sich etwas. Am 18. Dezember wurde für die nächsten zwei bis drei Tage eine Zugbahn Richtung Süden oder Südwesten vorhergesagt und eine Steigerung der Intensität abhängig von einer Abnahme der Windscherung unter anderem wegen nördlich gelegener trockener Luft, was bei einer Aufnahme zu ungünstigen Entwicklungsbedingungen führen würde. Die Meeresoberflächtemperaturen waren hingegen günstig für eine weitere Entwicklung des Systems. Später am 18. Dezember stufte das BoM das System hoch und gab ihm den Namen Darian.

### Tropischer Kategorie-4-Zyklon Freddy
Am 30. Januar beobachtete das australische BOM die Bildung eines tropischen Tiefs über der Timorsee. Am 21. Februar um 19:20 Uhr Lokalzeit traf der Zyklon, der den Namen Freddy erhielt, nach 15-tägiger Überquerung des Indischen Ozeans und Verlassen der australischen Region auf die Ostküste Madagaskars nördlich von Mananjary.

### Kategorie-3-Zyklon Gabrielle
Am 6. Februar 2023 wurde südlich der Salomonen im Nordosten des Korallenmeers ein tropisches Tief ausgemacht, das die Bezeichnung 14U erhielt. Später wurde es vom australischen BOM als Zyklon identifiziert und als Gabrielle benannt. Als Zyklon der Kategorie 3 wies es Böen bis zu 165 km/h Windgeschwindigkeit auf.

### Tropischer Kategorie-5-Zyklon Ilsa
Am 30. März beobachtete das australische BoM die Bildung eines möglichen Tiefdruckgebiets für die erste Aprilwoche, das die Bezeichnung 23U erhielt. Das potentielle Risiko wurde als sehr niedrig eingestuft. Am 5. April wurde die erwartete Bildung in der Arafurasee beobachtet und mit einer Zugbahn Richtung Südwesten in die Timorsee und einer zunehmenden Intensität gerechnet, die auch eintraf. Am 7. April wurde schließlich ein Tropical Cyclone Formation Alert (TCFA) durch das JTWC ausgegeben und das Sturmsystem am Folgetag als Tropical Cyclone 18S klassifiziert. Am 11. April erhielt es die Klassifizierung als Zyklon der Kategorie 1 und den Namen Ilsa. Der Zyklon nahm auf seiner Zugbahn Richtung Südwesten weiter an Intensität zu. Vor seinem Landfall erreichte der Zyklon auf der vorgelagerten Insel Bedout Island über zehn Minuten eine Windgeschwindigkeit von 218 km/h und damit einen neuen Rekordwert für Australien. Am 13. April traf er schließlich etwa 120 km nordöstlich von Port Hedland in einer dünn besiedelten Region von Pilbara gegen 16:00 UTC auf die australische Küste mit einer der Kategorie 5 entsprechenden Intensität. Die Spitzengeschwindigkeiten erreichten 288 km/h. Wie in Satellitenaufnahmen erkennbar, war das Auge des Zyklons relativ klein (Pinhole Eye), was für Stürme mit hoher Intensität typisch ist. Beim Zug Richtung Ost-Südosten über Western Australia schwächte sich der Zyklon ab und erreichte schließlich am 15. April eine nicht mehr als Zyklon kategorisierte Intensität.

## Auswirkungen
| Name             | Zeitraum            | Spitzenkategorie              | Windgeschwindigkeit (km/h (mph)) | Luftdruck (hPa) | Betroffene Gebiete                                                | Schäden (USD)  | Tote  |
| ---------------- | ------------------- | ----------------------------- | -------------------------------- | --------------- | ----------------------------------------------------------------- | -------------- | ----- |
| 01U              | 26.–31. Jul.        | Tropischer Kategorie-1-Zyklon | 85 (50)                          | 993             | Kokosinseln                                                       |                | 0     |
| 02U              | 1.–5. Nov.          | Tropisches Tief               |                                  | 1004            |                                                                   |                | 0     |
| TL               | 15.–26. Nov.        | Tropisches Tief               |                                  | 1004            | Weihnachtsinsel                                                   |                | 0     |
| TL               | 30. Nov – 2. Dez.   | Tropisches Tief               |                                  | 1001            | Kap-York-Halbinsel                                                |                | 0     |
| Darian           | 13.–21. Dez.        | Tropischer Kategorie-5-Zyklon | 230 (145)                        | 915             | Kokosinseln                                                       |                | 0     |
| Ellie            | 21. Dez. – 8. Jan.  | Tropischer Kategorie-1-Zyklon | 75 (45)                          | 990             | Northern Territory, Western Australia                             |                | 0     |
| Hale             | 6.–7. Jan.          | Tropisches Tief               | 65 (40)                          | 994             |                                                                   |                | 0     |
| Irene            | 16.–17. Jan.        | Tropisches Tief               |                                  | 999             |                                                                   |                | 0     |
| 06F              | 18.–20. Jan.        | Tropisches Tief               |                                  | 996             |                                                                   |                | 0     |
| 10U              | 22.–26. Jan.        | Tropisches Tief               |                                  | 1001            | Northern Territory                                                |                | 0     |
| Dingani          | 3.–9. Feb.          | Tropisches Tief               | 55 (35)                          | 997             | Kokosinseln                                                       |                | 0     |
| 12U              | 31. Jan. – 4. Feb.  | Tropisches Tief               |                                  | 1002            |                                                                   |                | 0     |
| Freddy           | 5.–14. Feb          | Tropischer Kategorie-4-Zyklon | 175 (110)                        | 951             |                                                                   |                | 0     |
| Gabrielle        | 6.–10. Feb          | Tropischer Kategorie-3-Zyklon | 150 (90)                         | 958             |                                                                   |                | 0     |
| 15U              | 11.–17. Feb.        | Tropisches Tief               | 45 (30)                          | 997             | Northern Territory                                                |                | 0     |
| TL               | 17.–18. Feb.        | Tropisches Tief               |                                  | 1004            |                                                                   |                | 0     |
| 16U              | 23. Feb. – 10. März | Tropisches Tief               | 75 (45)                          | 994             | Western Australia, Northern Territory                             |                | 0     |
| 17U              | 24.–27. Feb.        | Tropisches Tief               |                                  | 999             | Northern Territory                                                |                | 0     |
| Kevin            | 27. Feb. – 1. März  | Tropisches Tief               | 55 (35)                          | 996             | Louisiade-Archipel                                                |                | 0     |
| 20U              | 25.–30. März        | Tropisches Tief               |                                  | 1005            |                                                                   |                | 0     |
| Herman           | 28. März – 2. Apr.  | Tropischer Kategorie-5-Zyklon | 215 (130)                        | 930             | Kokosinseln                                                       |                | 0     |
| 22U              | 30. März – 2. Apr.  | Tropisches Tief               |                                  |                 |                                                                   |                | 0     |
| Ilsa             | 5.–16. Apr.         | Tropischer Kategorie-5-Zyklon | 230 (145)                        | 915             | Maluku, Kleine Sundainseln, Northern Territory, Western Australia | >2,7 Millionen | 0 (8) |
| TL               | 30. Apr. – 2. Mai   | Tropisches Tief               |                                  |                 | Weihnachtsinsel                                                   |                | 0     |
| Saison insgesamt |                     |                               |                                  |                 |                                                                   |                |       |
| 25 Systeme       | 26. Juli – 2. Mai   |                               | 230 (145)                        | 915             |                                                                   | >2,7 Millionen | 0 (8) |